# 傑西·巴菲爾德
傑西·李·巴菲爾德（英語：Jesse Lee Barfield，1959年10月29日—），為前美國職棒大聯盟的右外野手，生涯曾效力於藍鳥、洋基與日職的讀賣巨人等隊。
巴菲爾德生涯共兩度拿下金手套獎，5次成為聯盟的助殺王。在他退休時，他的平均每局外野助殺數僅次於名人堂傳奇球星查克·克萊因。除了防守以外，巴菲爾德的打擊能力也很出色。他在1986年同時囊括全壘打王和銀棒獎，同年也成功入選明星賽。
巴菲爾德後期因為受傷，導致職業生涯僅有11年。他在1993年轉戰日職的讀賣巨人後卸下球員身分，並於小聯盟擔任教練。

## 職業生涯

### 多倫多藍鳥
1977年美國職棒大聯盟選秀，藍鳥在第9輪233順位選進巴菲爾德。他在1981年9月3日登上大聯盟。他在首場比賽就敲出帶有打點的生涯首安。整季他的打擊率為2成32，並敲出2轟與9分打點。1982年，巴菲爾德成為球隊的先發右外野手。這年他的打擊率為2成46，並敲出18轟與58分打點。4月25日，他敲出藍鳥隊史首支滿貫砲。他也在球季結束後，於新人王票選上拿下第8名。
1983年，巴菲爾德的打擊率為2成53，並敲出27轟與68分打點。隔年他的打擊率為2成84，並敲出14轟與49分打點。他也和喬治·貝爾及洛伊德·莫斯比組成1980年代藍鳥的主力外野組合。
1985年，巴菲爾德敲出27轟與84分打點。打擊率2成89寫下個人新高，他也成為隊史首位達成20轟20盜的選手。這年藍鳥首度打進季後賽，巴菲爾德在系列賽的打擊率為2成80，並敲出1轟與4分打點，最後藍鳥3勝4敗輸給皇家。
1986年，巴菲爾德迎來了生涯年。這年他繳出2成89的打擊率，並敲出40轟與108分打點，WRC+高達147。他不僅入選明星賽，還同時囊括金手套獎與銀棒獎兩大獎項。1987年，他的打擊率為2成63，並敲出28轟與84分打點。他也連續兩年拿下金手套獎。
1988年，巴菲爾德的打擊率為2成44，並敲出18轟與56分打點。1989年，他開季的打擊率僅有2成，並敲出5轟與11分打點。

### 紐約洋基
1989年4月30日，藍鳥將巴菲爾德交易到洋基，換來艾爾·萊特。這年他的打擊率為2成40，並敲出18轟與56分打點。1990年，他的打擊率為2成46，並敲出25轟與78分打點。到了1991年，巴菲爾德的打擊率更是只剩下2成25，並敲出17轟與48分打點，洋基也在這年寫下隊史最慘的成績。
1992年，受傷加上狀況不如以往，導致32歲的巴菲爾德開始考慮退休。這年他的打擊率只有1成37，僅敲出2轟與7分打點。他在球季結束後成為自由球員。

### 生涯後期
1993年，巴菲爾德加盟日職的讀賣巨人。該年他的打擊率僅2成15，並敲出26轟與53分打點。
1994年，巴菲爾德加盟太空人，並受邀參加大聯盟春訓。然而他卻在開季前受傷，導致他無法回到大聯盟。

## 生涯成績
| 出賽次數 | 打席  | 打數  | 得分 | 安打  | 二安 | 三安 | 全壘打 | 打點 | 盜壘 | 保送 | 三振  | 打擊率 | 上壘率 | 長打率 | OPS  |
| -------- | ----- | ----- | ---- | ----- | ---- | ---- | ------ | ---- | ---- | ---- | ----- | ------ | ------ | ------ | ---- |
| 1,428    | 5,394 | 4,759 | 715  | 1,219 | 216  | 30   | 241    | 716  | 66   | 551  | 1,234 | .256   | .335   | .466   | .802 |

## 個人生活
巴菲爾德的大兒子喬許也是一名大聯盟球員，於2006年登上大聯盟。二兒子傑瑞米也於2006年美國職棒大聯盟選秀被大都會選走。後來他在2008年再度參加選秀，被運動家選走。
2006年8月22日，巴菲爾德在一次家庭爭吵中被二兒子傑瑞米推下樓梯。巴菲爾德頭部受傷住院，傑瑞米最後也遭到逮捕。

## 參看
- 美國職棒大聯盟全壘打排行榜
- 美國職棒大聯盟全壘打王

## 外部連結
- 球員資訊和成績在MLB ，ESPN ，Retrosheet ，Baseball Reference ，Baseball Reference (Minors) ，Fangraphs ，The Baseball Cube （英文）